# Pedro Pires de Miranda
Pedro José Rodrigues Pires de Miranda, né le 30 novembre 1928 à Leiria et mort le 20 avril 2015 à Lisbonne, est un ingénieur, industriel et homme d'État portugais.
Il est ministre du Commerce et du Tourisme en 1978, puis ministre des Affaires étrangères entre 1985 et 1987.

## Biographie

### Formation et débuts professionnels
Après avoir fréquenté le Collège militaire de Lisbonne entre 1940 et 1946, il s'inscrit à l'Institut supérieur technique (IST) de l'université technique de Lisbonne. Il y obtient une licence en génie civil. Il part à Londres en 1955, pour travailler en tant que technicien dans une entreprise de construction.

### Carrière dans l'industrie pétrolière
Il revient au Portugal deux ans plus tard, en 1957, et intègre la filiale portugaise de British Petroleum Company (BP). Il retourne en Grande-Bretagne en 1967 afin de poursuivre son travail pour BP. En 1971, il retourne de nouveau dans son pays natal, intégrant initialement Petrosul, puis la Société nationale des pétroles (Sonap) l'année d'après.
Il part ensuite au Brésil, en 1975, et se met au service de l'entreprise Petróleo Ipiranga. Il revient une nouvelle fois au Portugal l'année suivante, en 1976, afin d'assurer l'administration de Petrogal.

### Bref passage au gouvernement
Le 29 août 1978, Pedro Pires de Miranda est nommé à 49 ans ministre du Commerce et du Tourisme dans le gouvernement d'initiative présidentielle d'Alfredo Nobre da Costa. Le cabinet chute dès le 22 novembre et il n'est pas reconduit dans la nouvelle équipe.
Choisi en 1979 pour présider la commission de l'Intégration européenne, il est nommé ambassadeur itinérant pour les affaires pétrolières en 1980, par le gouvernement de Francisco Sá Carneiro.

### Chef de la diplomatie
Pedro Pires de Miranda fait son retour au pouvoir le 6 novembre 1985, en tant que ministre des Affaires étrangères dans le premier gouvernement du libéral Aníbal Cavaco Silva. Il n'est pas reconduit à l'issue de son mandat, le 17 août 1987.
Il retourne dans le secteur privé, puis prend la direction de diverses fondations.